# Yannick Adjoumani
Yannick Adjoumani (* 29. Dezember 2002) ist ein ivorischer Fußballspieler, der aktuell von den ASEC Mimosas an den BK Häcken und Östersunds FK verliehen ist.

## Karriere
Adjoumani begann seine fußballerische Karriere bei den ASEC Mimosas in der Elfenbeinküste. Anfang Januar wurde er in die Allsvenskan an den BK Häcken verliehen. Bei einer 0:3-Niederlage gegen Degerfors IF wurde er in der zweiten Halbzeit eingewechselt und gab somit sein Allsvenskan-Debüt. In der Saison kam er allerdings sowohl für die Profis, als auch für die A-Junioren zum Einsatz. Anfang März wurde er von Häcken an den Östersunds FK verliehen.